# Bão Angela (1989)
Bão Angela, được biết đến ở Philippines với tên gọi Bão Rubing, hay là Bão số 8 ở Việt Nam, là một xoáy thuận nhiệt đới mạnh hình thành vào cuối tháng 9 năm 1989. Cơn bão phát triển từ một nhiễu động nhiệt đới trong rãnh gió mùa và di chuyển chủ yếu theo hướng Tây trong toàn bộ quãng thời gian tồn tại. Angela đạt cường độ tối đa là một siêu bão và nó đã tấn công vùng Bắc Luzon thuộc Philippines, trước khi suy yếu và di chuyển qua Biển Đông. Sau khi đi qua khu vực phía Nam gần đảo Hải Nam, Angela đổ bộ vào Việt Nam và tan. Cơn bão đã gây tổn thất nghiêm trọng, với 119 người thiệt mạng tại Philippines. Hàng ngàn ngôi nhà bị hư hại, cùng hàng ngàn người đã bị ảnh hưởng. Thiệt hại vật chất vào khoảng 8 triệu USD.

## Lịch sử khí tượng
Một rãnh gió mùa trở nên hoạt động rất mạnh sau một thời gian tạm lắng đã sản sinh ra một nhiễu động nhiệt đới tiền thân của bão Angela. Vùng nhiễu động phát triển trên khu vực Tây quần đảo Caroline và bền bỉ tồn tại trong hai ngày cho đến khi được ghi nhận trong Thông báo Thời tiết Nhiệt đới Quan trọng của Trung tâm Cảnh báo Bão Liên hợp (JTWC). Tiếp đó, hệ thống mạnh lên nhanh chóng, thúc đẩy JTWC ban hành "Cảnh báo về sự hình thành của xoáy thuận nhiệt đới" không lâu sau. Dòng thổi ra trên tầng cao tăng cường đã hỗ trợ giúp cơn bão mạnh thêm Vào thời điểm 0600 UTC ngày 28 tháng 9, Cơ quan Khí tượng Nhật Bản (JMA) đã phân loại hệ thống là một áp thấp nhiệt đới. Trong khi đó JTWC cũng đã ban hành thông báo đầu tiên của họ về áp thấp nhiệt đới, với ký hiệu 34W, vào lúc 0600 UTC ngày 29. Cùng thời điểm, JMA đã nâng cấp hệ thống lên thành bão nhiệt đới.
Vào thời điểm 1800 UTC ngày 29 tháng 9, JTWC đã nâng cấp áp thấp nhiệt đới lên thành bão nhiệt đới Angela. Ban đầu hệ thống di chuyển theo hướng Tây Bắc, trước khi chuyển hướng Tây đi dọc theo rìa phía Nam của áp cao cận nhiệt ở phía Bắc. Angela bắt đầu mạnh lên nhanh chóng, và JMA đã nâng cấp hệ thống lên thành bão nhiệt đới dữ dội tại thời điểm 1800 UTC ngày 30, trong khi JTWC ước tính nó đã đạt đến cường độ bão cuồng phong. Không lâu sau JMA cũng nâng cấp Angela lên thành bão cuồng phong, và nhận định hệ thống đạt đỉnh trong ngày 2 tháng 10 với vận tốc gió duy trì 10 phút 175 km/giờ (110 dặm/giờ) cùng áp suất tối thiểu 925 mbar. Tiếp tục di chuyển về phía Tây, bốn ngày sau Angela đạt cấp độ siêu bão, và JTWC báo cáo Angela đạt đỉnh trong ngày mùng 5. Trong khoảng thời gian giữa hai ngày mùng 5 và mùng 6, Angela di chuyển qua vùng ven biển Bắc Luzon thuộc Philippines.
Do tương tác với đất liền, cơn bão suy yếu và JTWC đã giáng cấp hệ thống xuống thành bão cuồng phong trong ngày 6 tháng 10 khi nó tiến vào Biển Đông. Tiếp đó, một áp cao hình thành trên khu vực Trung Quốc đã đẩy Angela di chuyển hướng về phía Tây Nam. Với độ đứt gió trong khu vực đã giảm phần nào, cơn bão tăng cường trở lại. Tuy nhiên, khi Angela di chuyển qua khu vực gần phía Nam đảo Hải Nam, nó đã lại suy yếu do tương tác với đất liền. Vào thời điểm 0600 UTC ngày mùng 10, Angela tấn công vùng duyên hải miền Trung Việt Nam rồi đi sâu vào trong đất liền. JTWC ban hành cảnh báo cuối cùng của họ vào lúc 1200 UTC, cùng lúc JMA giáng cấp hệ thống xuống thành bão nhiệt đới dữ dội, và 6 tiếng sau là bão nhiệt đới, cuối cùng là áp thấp nhiệt đới trong sáng sớm ngày 11.

## Chuẩn bị và tác động
Vào ngày 6 tháng 10, sự xuất hiện của Angela đã thúc đẩy việc phát đi Tín hiệu Chờ mức 1 (Stand By Signal No. 1) tại Hồng Kông. Ngày hôm sau, Tín hiệu 1 đã được thay thế bằng Tín hiệu Gió mạnh mức 3 (Strong Wind Signal No. 3); và sau khi cơn bão di chuyển qua khu vực gần nhất trong ngày mùng 8, một Tín hiệu Gió mùa Mạnh (Strong Monsoon Signal) đã được khởi động. Vận tốc gió duy trì trong 1 giờ đạt 63/giờ (39 dặm/giờ) tại đảo Waglan; gió giật tối đa 82 km/giờ (51 dặm/giờ) ghi nhận được tại Tate's Cairn (đỉnh núi cao nhất ở Hồng Kông).
Angela đã gây ra những tổn thất nghiêm trọng tại Philippines. Ước tính đã có 119 người thiệt mạng và 192 người khác bị thương; ngoài ra còn có 28 người mất tích sau cơn bão. Tổng cộng, 219.178 người, hay 39.095 hộ dân đã bị ảnh hưởng. Khoảng 33.309 ngôi nhà đã hứng chịu thiệt hại ở những mức độ khác nhau. Gió mạnh và mưa lớn từ cơn bão đã kích hoạt nên lũ lụt gây tổn thất mùa màng. Khu vực chịu thiệt hại nặng nề nhất là tỉnh Cagayan. Tính chung tại Philippines, thiệt hại vật chất là 8 triệu USD (1989 USD). Angela đã buộc hàng ngàn người phải đi tìm nơi trú ẩn trong các trung tâm sơ tán.
JTWC đã ban hành 46 cảnh báo vê cơn bão trong suốt 12 ngày, nhiều nhất trong mùa bão. Angela là một trong số 5 cơn bão đạt cấp độ siêu bão trong năm 1989, và tại thời điểm đó nó được xem là cơn bão dữ dội nhất trong năm tại Philippines.